# Томич Ференц Ференцович
Томич Ференц Ференцович (30 липня 1965, м. Ужгород) — український музикант, кларнетист Заслужений артист України (2011 р.), старший викладач кафедри музичного мистецтва Мукачівського державного університету, голова циклової комісії «Оркестрові духові та ударні інструменти» та керівник духового та естрадного оркестрів Ужгородського державного музичного училища імені Д. Є. Задора.

## Біографія
Випускник Ужгородського державного музичного училища (1984 р.). Закінчив Львівську державну консерваторію імені М. В. Лисенка (1990 р., клас професора Носова В. М., спеціальність — оркестрові духові інструменти (кларнет)).
Ференц Томич за час роботи в Ужгородському державному музичному училищі імені Д. Є. Задора підготував понад 80 фахівців в галузі культури та мистецтв, які успішно працюють у школах області та за її межами, творчих колективах, продовжують навчання у вищих музичних навчальних закладах України.

## Творча діяльність
Ференц Томич, як концертний виконавець, активно виступає з концертами в Україні та за кордоном. Зокрема, постійний учасник (з 2000 р.) фестивалю класичної та сучасної музики «Музичне сузір'я Закарпаття», учасник фестивалів класичної музики Євгена Станковича, міжнародного фестивалю кларнетистів «Clarinetissimo» (2007 р. — м. Брюссель, Бельгія — виступив з сольним концертом в Королівській музичній академії та провів цілий ряд майстер класів зі студентами європейських музичних академій), XIX міжнародного фестивалю «Київ — Музик — Фест» (2008), з програмою «Музика Карпатського регіону», учасник концерту, як соліст, у супроводі симфонічного оркестру Кошицької філармонії (2014 р., Словаччина).
Бере участь у концертних виступах, в різноманітних амплуа — сольне виконання, у супроводі фортепіано, оркестру, органу, в різноманітних ансамблевих складах (зі швейцарським кларнетистом Віталієм Возняком, з бельгійським кларнетистом Гедвігом Швімбергом, зі словацьким кларнетистом, директором Кошицької філармонії — Юліусом Кляйном, з народним артистом України Валєрієм Буймістром (вокал-баритон), тощо. У репертуарі більше 200 творів різних жанрів і стилів для кларнету соло, для кларнету і 4-х саксофонів, для кларнету і фортепіано, для кларнету і камерного оркестру, для кларнету і симфонічного оркестру Карла Стаміца, Ж. Абсіль, Франсуа Дев'єна, Фелікса Мендельсона, Франца Шуберта, Роберта Шумана, Сергія Рахманінова, Олександра Глазунова, Бели Бартока, Імре Кальмана, Йогана Штрауса, Євгена Іршаї, Євгена Станковича, Віталія Губаренка, Івана Тараненка, Геннадія Ляшенка, Дезидерія Задора, Йосипа Базела, Іштвана Мартона, Віктора Теличка.
Ференц Томич зробив цілий ряд записів з різноманітними концертними програмами на Закарпатському обласному телебаченні, пропагуючи найкращі взірці української та зарубіжної музики. Зробив цілий ряд перекладів композиторів-класиків для саксофону. Велику методичну допомогу надає Ференц Томич викладачам шкіл естетичного виховання області: проводяться обласні огляди-конкурси виконавців на духових та ударних інструментах, методичні семінари, обласні курси підвищення кваліфікації. Протягом багатьох років (понад 10 років) був постійним членом журі Міжнародного дитячо-юнацького мистецького конкурсу «Срібний дзвін». (голова журі — народний артист України, академік Є. Ф. Станкович), Міжнародного дитячо-юнацького та молодіжного конкурсу—фестивалю мистецтв «Закарпатський Едельвейс» (голова журі — народний артист України, академік А. Ю. Авдієвський). Член журі «Всеукраїнського конкурсу виконавців на духових та ударних інструментах пам'яті Миколи Тимохи» (м. Київ, 2015 р.).
Ференц Томич член Національної всеукраїнської музичної спілки України (НВМСУ) та Творчої спілки «Асоціація діячів естрадного мистецтва України» (ТС «АДЕМУ»). Член правління Закарпатської організації Творчої спілки «Асоціація діячів естрадного мистецтва України».

## Відзнаки, нагороди
Указом Президента України від 23 березня 2011 № 331/2011 «Про відзначення державними нагородами України з нагоди Всеукраїнського дня працівників культури та аматорів народного мистецтва» за значний особистий внесок у розвиток національної культури і мистецтва та вагомі творчі здобутки та високу професійну майстерність: Томичу Ференцу Ференцовичу присвоєно почесне звання «Заслужений артист України».
За високу професійну та багаторічну роботу Томич Ф. Ф. нагороджений почесними грамотами Міністерства культури і туризму України, дипломами, подяками Закарпатської обласної державної адміністрації та управління культури, є лауреатом обласної премії імені Д. Є. Задора (2001 р., 2017 р. — як керівник оркестру).